# Fédération bulgare d'athlétisme
La Fédération bulgare d'athlétisme (en bulgare Българска Федерация Лека Атлетика, Bălgarska Federatsiya Leka Atletika) est la fédération d'athlétisme de Bulgarie, affiliée à l'Association européenne d'athlétisme (EAA) et à l'IAAF depuis 1926. Créée en 1924, son siège est à Sofia. Son président est Dobromir Karamarinov, membre, puis vice-président, du Conseil de l'EAA.